# 小睾并殖吸虫
小睾并殖吸虫（学名：Paragonimus microrchis）为并殖科并殖属的动物。在中国大陆，分布于云南西双版纳等地，营寄生生活，终末宿主家猫、家犬和大白鼠（均为人工感染），寄生于肺以及少数在胸、腹腔。该物种的模式产地在云南西双版纳。